# Haus Kampf
Koordinaten: 51° 9′ 2″ N, 8° 47′ 18″ O

Haus Kampf (18. Jahrhundert)

Haus Kampf (auch Haus Kamp, Kamphof, Kampfhof und Campfhof) ist ein ehemaliges Rittergut mit spätbarockem Herrenhaus in Dalwigksthal, einem Stadtteil von Lichtenfels im nordhessischen Landkreis Waldeck-Frankenberg.

## Geographische Lage
Das Gut befindet sich am linken, nördlichen Ufer des Orke-Zuflusses Aar auf 313 m Höhe über NHN am westlichen Ortsrand unmittelbar südlich der Landesstraße L 617 nach Münden.

## Geschichte
Die erste urkundliche Erwähnung des Orts erfolgte im Mai 1574, als die Herren von Dorfeld ihre Wiese genannt „der Kamp“, die bisher zu ihrem Haus Huxhohl gehört hatte, ihrem Vetter Heinrich von Dalwigk zu Lichtenfels im Tausch für drei bisher ihm gehörige Wiesen überließen. Dort ließ sich Johann von Dalwigk zu Lichtenfels der Jüngere im Jahre 1592/1593 die Hofanlage errichten. Die damals errichteten Gebäude existieren nicht mehr; die heute erhaltenen älteren Gebäude der locker umbauten Hofanlage stammen aus dem 18. Jahrhundert. Das Herrenhaus im Norden der Hofanlage wurde in den Jahren 1740/41 erbaut, das Verwalterhaus 1780. Die große Scheune, heute Marstall genannt, stammt aus dem Jahr 1776 und wurde 1884 verlängert.
Neben der Burg Lichtenfels, die sie seit der zweiten Hälfte des 15. Jahrhunderts als waldecksches Lehen besaßen, dem 1555 erbauten Haus Sand und dem erst 1899 erbauten Haus Hohencampf war das Haus Kampf eines von vier Anwesen der Familie von Dalwigk im heutigen Dalwigksthal. Es blieb bis zu seinem Verkauf im Jahre 1962 in ihrem Besitz, war allerdings sehr lange verpachtet.
Das heute als Campfhof bezeichnet Anwesen wird Stand 2025 als Eventlocation mit Ferienwohnungen betrieben.

## Die Anlage
Das am Zusammenfluss von Orke und Wilder Aar gelegene Anwesen hat ein Herrenhaus, ein schlichter zweigeschossiger, neunachsiger Bau auf Sandsteinsockel, etwa 30 m lang und 10 m breit. Das Hauptgebäude ist verputzt, mit Eckquaderungen und rechteckigen Sprossenfenstern. Das Krüppelwalmdach hat vier steile Dachgauben auf der nach Süden ausgerichteten Hof- und Portalseite. Das Portal, flankiert von zwei schmalen Fenstern, befindet sich in dem von einem flachen Dreiecksgiebel gekrönten Mittelrisalit, der von gequaderten Lisenen eingerahmt ist. Im halbrunden Bogenfeld über dem Portal befindet sich die Inschrift „Erbaut 1593 / Erneuert 1741“. An der Nordseite des Baus befindet sich ein nicht ganz mittig im rechten Winkel angebauter Nebenflügel.
Das Verwalterwohnhaus, das Erdgeschoss aus Bruchstein mit Quaderkanten und das Obergeschoss aus Fachwerk, steht westlich des Herrenhauses in Nord-Süd-Ausrichtung.
Eine große Parkanlage erstreckt sich südlich und östlich des Herrenhauses.

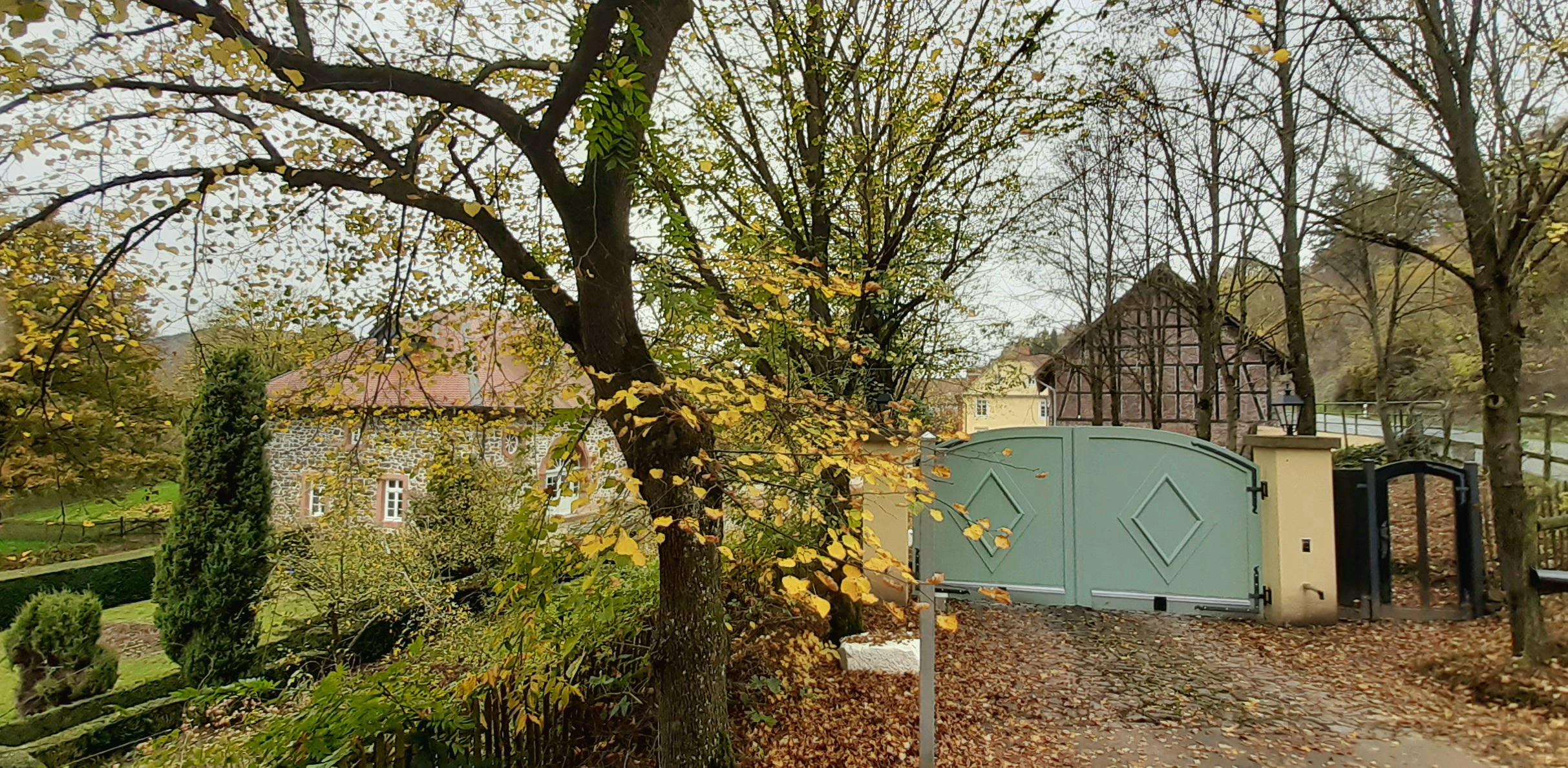
Zugang zum Anwesen Kampf (2024)
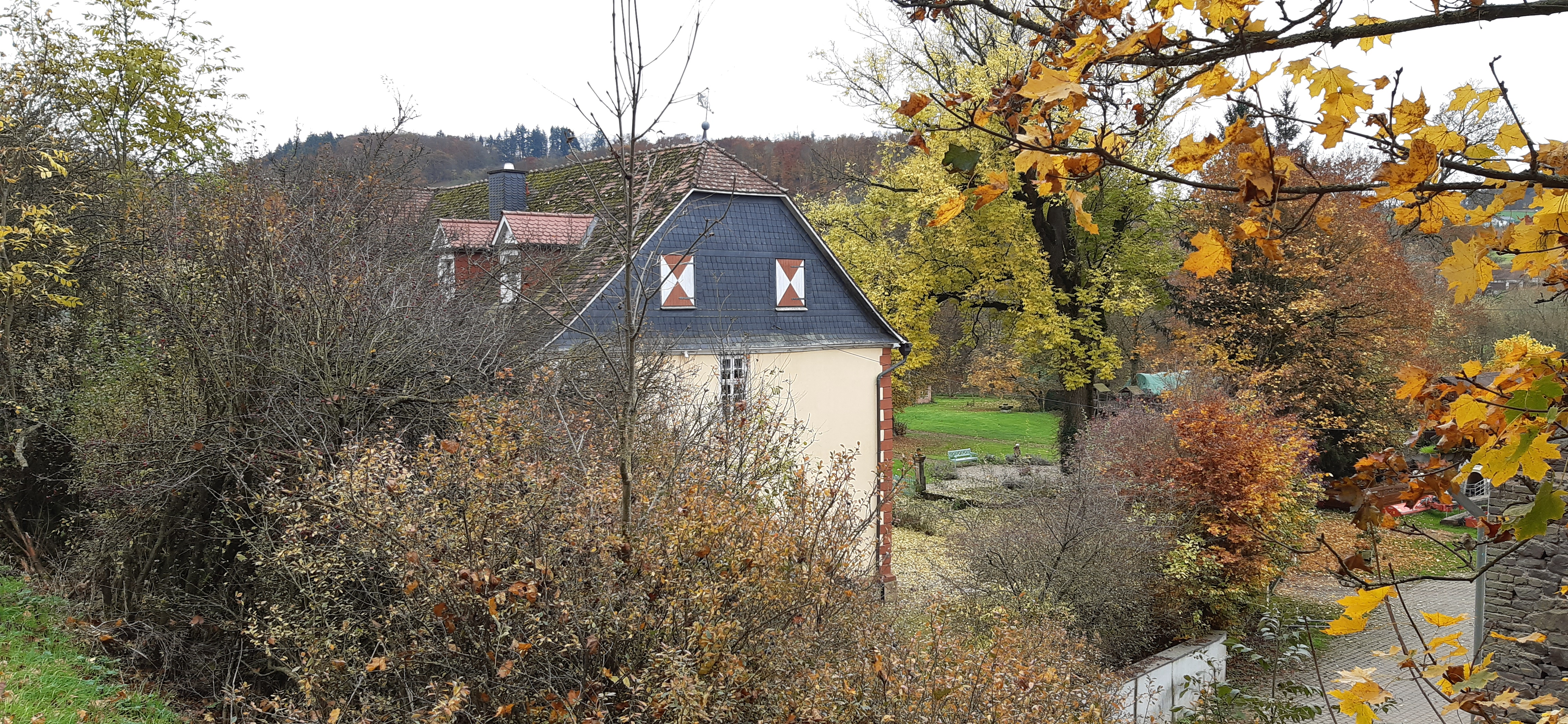
Westseite des Herrenhauses
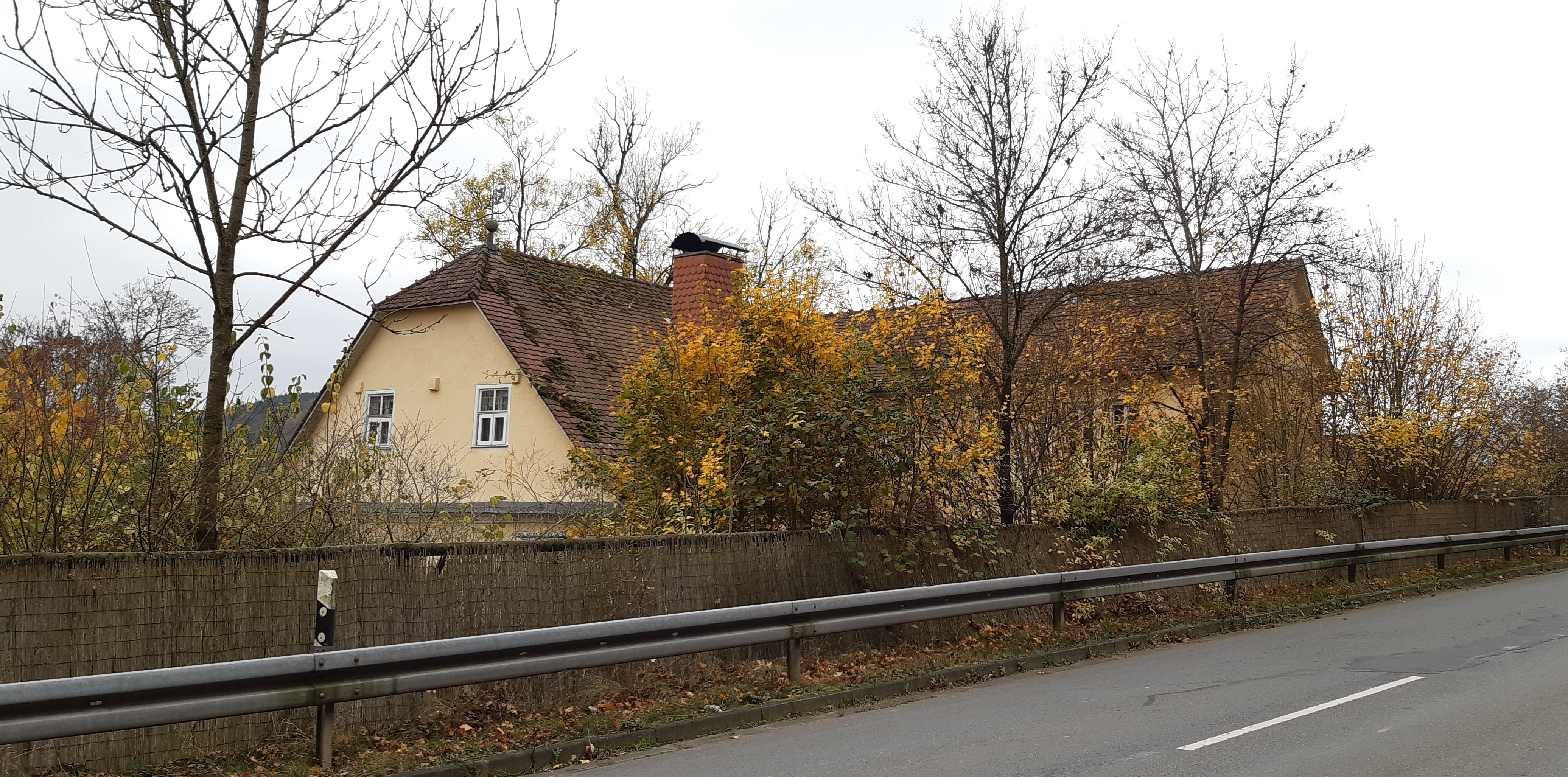
Links Ostseite, Rechts Nordanbau des Herrenhauses